# Società Sportiva Calcio Napoli 1990-1991
Questa voce raccoglie le informazioni riguardanti la Società Sportiva Calcio Napoli nelle competizioni ufficiali della stagione 1990-1991.

## Stagione

Maradona solleva la Supercoppa italiana, vinta il 1º settembre 1990.

L'estate 1990, successiva alla vittoria del secondo scudetto, vide il Napoli sostituire il proprio portiere: Giuliani lasciò infatti posto a Giovanni Galli, in precedenza al Milan. All'addio di Carnevale corrisposero invece gli acquisti di Incocciati e Silenzi; infine, arrivò il centrocampista Venturin in luogo di Fusi, ceduto al Torino. Dando seguito ideale al tricolore, la squadra si aggiudicò la Supercoppa italiana battendo per 5-1 la Juventus: si trattò del primo successo in tale manifestazione, giunta al terzo anno di vita.
In Coppa dei Campioni, i partenopei esordirono contro l'ungherese Újpest sconfiggendolo per 3-0 in casa e 2-0 in trasferta. Furono eliminati negli ottavi di finale, perdendo ai rigori con lo Spartak Mosca dopo che l'andata a Napoli e il ritorno a Mosca (dove Incocciati sfiora la qualificazione per gli azzurri colpendo il palo) erano terminate senza gol; l'errore decisivo dal dischetto fu di Baroni.
Ben più deludente risultò l'andamento in campionato, circostanza aggravata dall'essere i campioni uscenti. Nel girone di andata, la formazione azzurra totalizzò soltanto 15 punti. L'inverno del 1991 fu inoltre movimentato dalle vicende dirigenziali, con Luciano Moggi che lasciò l'incarico della presidenza. Un'ulteriore tegola si abbatté sulla squadra quando Maradona, risultato positivo a controlli anti-doping effettuati al termine della gara con il Bari, venne squalificato. Senza il suo uomo-chiave, il Napoli - che comunque fino al termine del torneo senza il suo asso non riportò alcuna sconfitta - si posizionò soltanto ottavo, mancando di un punto anche la zona della Coppa Uefa. L'addio forzato dell'asso argentino calò, di fatto, il sipario su un'epoca.

## Divise e sponsor
Vengono confermati lo sponsor ufficiale Mars e il fornitore tecnico Ennerre.
| Casa | Trasferta | Terza divisa | Coppe |

## Organigramma societario
- Presidente: Corrado Ferlaino
- General Manager: Luciano Moggi
- Segretario Sportivo: Giorgio Perinetti
- Capo ufficio stampa: Carlo Iuliano
- Segretario: Luigi Pavarese
- Allenatore: Albertino Bigon
- Medico sociale: Roberto Bianciardi

## Rosa
| N. |                   | Ruolo | Calciatore            |
| -- | ----------------- | ----- | --------------------- |
|    | Italia (bandiera) | P     | Giovanni Galli        |
|    | Italia (bandiera) | P     | Raffaele Di Fusco     |
|    | Italia (bandiera) | P     | Cristiano Scalabrelli |
|    | Italia (bandiera) | P     | Giuseppe Taglialatela |
|    | Italia (bandiera) | D     | Marco Baroni          |
|    | Italia (bandiera) | D     | Giancarlo Corradini   |
|    | Italia (bandiera) | D     | Ciro Ferrara          |
|    | Italia (bandiera) | D     | Gianluca Francesconi  |
|    | Italia (bandiera) | D     | Giovanni Francini     |
|    | Italia (bandiera) | D     | Alessandro Renica     |
|    | Italia (bandiera) | D     | Ivan Rizzardi         |
|    | Italia (bandiera) | D     | Antonio Telari        |

| N. |                      | Ruolo | Calciatore                        |
| -- | -------------------- | ----- | --------------------------------- |
|    | Brasile (bandiera)   | C     | Alemão                            |
|    | Italia (bandiera)    | C     | Luca Altomare                     |
|    | Italia (bandiera)    | C     | Massimo Crippa                    |
|    | Italia (bandiera)    | C     | Fernando De Napoli                |
|    | Italia (bandiera)    | C     | Fabrizio Ferrigno                 |
|    | Italia (bandiera)    | C     | Massimo Mauro                     |
|    | Italia (bandiera)    | C     | Giorgio Venturin                  |
|    | Brasile (bandiera)   | A     | Careca                            |
|    | Italia (bandiera)    | A     | Giuseppe Incocciati               |
|    | Argentina (bandiera) | A     | Diego Armando Maradona (capitano) |
|    | Italia (bandiera)    | A     | Andrea Silenzi                    |
|    | Italia (bandiera)    | A     | Gianfranco Zola                   |

## Calciomercato
| Acquisti | Acquisti            | Acquisti  | Acquisti                  |
| R.       | Nome                | da        | Modalità                  |
| -------- | ------------------- | --------- | ------------------------- |
| A        | Andrea Silenzi      | Reggiana  | definitivo (7 miliardi ₤) |
| P        | Giovanni Galli      | Milan     | definitivo                |
| A        | Giuseppe Incocciati | Pisa      | definitivo                |
| D        | Ivan Rizzardi       | Cremonese | definitivo                |
| C        | Giorgio Venturin    | Torino    | comproprietà              |

| Cessioni | Cessioni          | Cessioni | Cessioni   |
| R.       | Nome              | a        | Modalità   |
| -------- | ----------------- | -------- | ---------- |
| A        | Andrea Carnevale  | Roma     | definitivo |
| P        | Raffaele Di Fusco | Torino   | prestito   |
| C        | Luca Fusi         | Torino   | definitivo |
| P        | Giuliano Giuliani | Udinese  | definitivo |
| D        | Tebaldo Bigliardi | Atalanta | definitivo |

## Risultati

### Serie A

#### Girone di andata
| Lecce 9 settembre 1990 1ª giornata | Lecce             | 0 – 0 referto | Napoli | Stadio Via del Mare (24.091 spett.)\| Arbitro: \| Pairetto (Torino) \| |
| Arbitro:                           | Pairetto (Torino) |               |        |                                                                        |

| Arbitro: | Nicchi (Arezzo) |

|                   |           |                                |
| Careca 45’ (rig.) | Marcatori | 34’ Rocco 69’ (aut.) Corradini |

| Arbitro: | Amendolia (Messina) |

|          |           |  |
| Osio 64’ | Marcatori |  |

| Arbitro: | Baldas (Trieste) |

|                                |           |              |
| Maradona 39’ (rig.) Careca 90’ | Marcatori | 65’ Padovano |

| Arbitro: | Lo Bello (Siracusa) |

|              |           |                |
| Aguilera 56’ | Marcatori | 53’ Incocciati |

| Arbitro: | Longhi (Roma) |

|                     |           |            |
| Maradona 83’ (rig.) | Marcatori | 88’ Gullit |

| Arbitro: | Coppetelli (Tivoli) |

|            |           |  |
| Ferrara 1’ | Marcatori |  |

| Bari 11 novembre 1990 8ª giornata | Bari               | 0 – 0 referto | Napoli | Stadio San Nicola (43.123 spett.)\| Arbitro: \| Sguizzato (Verona) \| |
| Arbitro:                          | Sguizzato (Verona) |               |        |                                                                       |

| Arbitro: | Magni (Bergamo) |

|                |           |                                  |
| Incocciati 40’ | Marcatori | 41’, 60’ Vialli 45’, 90’ Mancini |

| Arbitro: | Beschin (Legnago) |

|                                |           |            |
| Matthäus 52’ Baroni 65’ (aut.) | Marcatori | 53’ Careca |

| Arbitro: | Stafoggia (Pesaro) |

|                                    |           |               |
| Maradona 80’ (rig.) Incocciati 88’ | Marcatori | 83’ Bresciani |

| Bergamo 9 dicembre 1990 12ª giornata | Atalanta                    | 0 – 0 referto | Napoli | Stadio Atleti Azzurri d'Italia (15.078 spett.)\| Arbitro: \| Cinciripini (Ascoli Piceno) \| |
| Arbitro:                             | Cinciripini (Ascoli Piceno) |               |        |                                                                                             |

| Arbitro: | Sguizzato (Verona) |

|                          |           |          |
| Careca 6’ Incocciati 22’ | Marcatori | 17’ Sosa |

| Cesena 30 dicembre 1990 14ª giornata | Cesena         | 0 – 0 referto | Napoli | Stadio Dino Manuzzi (13.295 spett.)\| Arbitro: \| Luci (Firenze) \| |
| Arbitro:                             | Luci (Firenze) |               |        |                                                                     |

| Arbitro: | Baldas (Trieste) |

|               |           |  |
| Casiraghi 87’ | Marcatori |  |

| Arbitro: | Cornieti (Forlì) |

|          |           |             |
| Zola 15’ | Marcatori | 65’ Salsano |

| Arbitro: | Magni (Bergamo) |

|                   |           |  |
| Notaristefano 89’ | Marcatori |  |

#### Girone di ritorno
| Arbitro: | Mughetti (Cesena) |

|                          |           |                                       |
| Incocciati 8’ Careca 70’ | Marcatori | 34’ (rig.) Pasculli 87’ (rig.) Virdis |

| Arbitro: | Ceccarini (Livorno) |

|                |           |          |
| Cornacchia 30’ | Marcatori | 68’ Zola |

| Arbitro: | Lo Bello (Siracusa) |

|                                                                 |           |                      |
| Maradona 25’ (rig.), 69’ (rig.) De Napoli 38’ Careca 72’ (rig.) | Marcatori | 52’ Minotti 81’ Osio |

| Arbitro: | Sguizzato (Verona) |

|              |           |             |
| Padovano 60’ | Marcatori | 47’ Ferrara |

| Arbitro: | Pairetto (Torino) |

|          |           |  |
| Zola 56’ | Marcatori |  |

| Arbitro: | Coppetelli (Tivoli) |

|                                                         |           |                |
| Ferrara 21’ (aut.) Gullit 41’ Rijkaard 57’ Donadoni 67’ | Marcatori | 73’ Incocciati |

| Firenze 10 marzo 1991 24ª giornata | Fiorentina         | 0 – 0 referto | Napoli | Stadio Artemio Franchi (29.614 spett.)\| Arbitro: \| Stafoggia (Pesaro) \| |
| Arbitro:                           | Stafoggia (Pesaro) |               |        |                                                                            |

| Arbitro: | Cesari (Genova) |

|          |           |  |
| Zola 55’ | Marcatori |  |

| Arbitro: | Trentalange (Torino) |

|                                         |           |                     |
| Cerezo 12’ Vialli 19’, 64’ Lombardo 85’ | Marcatori | 75’ (rig.) Maradona |

| Arbitro: | Amendolia (Messina) |

|            |           |              |
| Careca 71’ | Marcatori | 70’ Matthäus |

| Arbitro: | Cornieti (Forlì) |

|                     |           |            |
| Policano 19’ (rig.) | Marcatori | 20’ Careca |

| Arbitro: | Guidi (Bologna) |

|                        |           |  |
| Silenzi 24’ Renica 37’ | Marcatori |  |

| Arbitro: | Lo Bello (Siracusa) |

|  |           |                     |
|  | Marcatori | 54’ Alemão 86’ Zola |

| Arbitro: | Scaramuzza (Mestre) |

|              |           |  |
| Francini 40’ | Marcatori |  |

| Arbitro: | Coppetelli (Tivoli) |

|             |           |             |
| Silenzi 32’ | Marcatori | 54’ Alessio |

| Arbitro: | Beschin (Legnago) |

|             |           |              |
| Carboni 15’ | Marcatori | 80’ Rizzardi |

| Arbitro: | Fabricatore (Roma) |

|                                  |           |                        |
| Zola 4’ Careca 9’ Incocciati 52’ | Marcatori | 80’, 90’ (rig.) Détári |

### Coppa Italia
| Arbitro: | Dal Forno (Ivrea) |

|                                            |           |  |
| Ferrara 59’ Maradona 61’ (rig.) Careca 71’ | Marcatori |  |

| Arbitro: | Cinciripini (Ascoli Piceno) |

|  |           |                           |
|  | Marcatori | 65’ Crippa 80’ Incocciati |

| Arbitro: | Amendolia (Messina) |

|                            |           |                  |
| Silenzi 40’ Incocciati 68’ | Marcatori | 72’ (rig.) Kubík |

| Firenze 21 novembre 1990 Ottavi di finale - Ritorno | Fiorentina          | 0 – 0 | Napoli | Stadio Comunale (14.009 spett.)\| Arbitro: \| Lo Bello (Siracusa) \| |
| Arbitro:                                            | Lo Bello (Siracusa) |       |        |                                                                      |

| Arbitro: | Amendolia (Messina) |

|  |           |             |
|  | Marcatori | 69’ Galvani |

| Arbitro: | Beschin (Legnago) |

|             |           |                                      |
| Mariani 54’ | Marcatori | 70’ Mauro 88’ Ferrara 90’ Incocciati |

| Arbitro: | Sguizzato (Verona) |

|              |           |  |
| Maradona 22’ | Marcatori |  |

| Arbitro: | Magni (Bergamo) |

|                                  |           |  |
| Vialli 27’ (rig.) Invernizzi 88’ | Marcatori |  |

### Coppa dei Campioni
| Arbitro: | Goethals |

|                              |           |  |
| Baroni 35’ Maradona 44’, 77’ | Marcatori |  |

| Arbitro: | Bouillet |

|  |           |                           |
|  | Marcatori | 15’ Incocciati 40’ Alemão |

| Napoli 24 ottobre 1990, ore 20:30 CET Ottavi di finale - Andata | Napoli      | 0 – 0 referto | Spartak Mosca | Stadio San Paolo (50,000 spett.)\| Arbitro: \| Schmidhuber \| |
| Arbitro:                                                        | Schmidhuber |               |               |                                                               |

| Arbitro: | Girard |

|                                         |                      |                               |
| Karpin Shalimov Shmarov Kulkov Mostovoi | Tiri di rigore 5 – 3 | Ferrara Mauro Baroni Maradona |

### Supercoppa italiana
| Arbitro: | Longhi (Roma) |

|                                            |           |            |
| Silenzi 8’, 45’ Careca 20’, 71’ Crippa 44’ | Marcatori | 39’ Baggio |

## Statistiche

### Statistiche di squadra
| Competizione        | Punti | In casa | In casa | In casa | In casa | In casa | In casa | In trasferta | In trasferta | In trasferta | In trasferta | In trasferta | In trasferta | Totale | Totale | Totale | Totale | Totale | Totale | DR  |
| Competizione        | Punti | G       | V       | N       | P       | Gf      | Gs      | G            | V            | N            | P            | Gf           | Gs           | G      | V      | N      | P      | Gf     | Gs     | DR  |
| ------------------- | ----- | ------- | ------- | ------- | ------- | ------- | ------- | ------------ | ------------ | ------------ | ------------ | ------------ | ------------ | ------ | ------ | ------ | ------ | ------ | ------ | --- |
| Serie A             | 37    | 17      | 10      | 5       | 2       | 27      | 19      | 17           | 1            | 10           | 6            | 10           | 18           | 34     | 11     | 15     | 8      | 37     | 37     | 0   |
| Coppa Italia        | -     | 4       | 3       | 0       | 1       | 6       | 2       | 4            | 2            | 1            | 1            | 5            | 3            | 8      | 5      | 1      | 2      | 11     | 5      | +6  |
| Coppa dei Campioni  | -     | 2       | 1       | 1       | 0       | 3       | 0       | 2            | 1            | 1            | 0            | 2            | 0            | 4      | 2      | 2      | 0      | 5      | 0      | +5  |
| Supercoppa Italiana | -     | 1       | 1       | 0       | 0       | 5       | 1       | -            | -            | -            | -            | -            | -            | 1      | 1      | 0      | 0      | 5      | 1      | +4  |
| Totale              | -     | 24      | 15      | 6       | 3       | 41      | 22      | 23           | 4            | 12           | 7            | 17           | 21           | 47     | 19     | 18     | 10     | 58     | 43     | +15 |

### Andamento in campionato
| Giornata  | 1 | 2  | 3  | 4  | 5  | 6  | 7 | 8 | 9 | 10 | 11 | 12 | 13 | 14 | 15 | 16 | 17 | 18 | 19 | 20 | 21 | 22 | 23 | 24 | 25 | 26 | 27 | 28 | 29 | 30 | 31 | 32 | 33 | 34 |
| --------- | - | -- | -- | -- | -- | -- | - | - | - | -- | -- | -- | -- | -- | -- | -- | -- | -- | -- | -- | -- | -- | -- | -- | -- | -- | -- | -- | -- | -- | -- | -- | -- | -- |
| Luogo     | T | C  | T  | C  | T  | C  | C | T | C | T  | C  | T  | C  | T  | T  | C  | T  | C  | T  | C  | T  | C  | T  | T  | C  | T  | C  | T  | C  | T  | C  | C  | T  | C  |
| Risultato | N | P  | P  | V  | N  | N  | V | N | P | P  | V  | N  | V  | N  | P  | N  | P  | N  | N  | V  | N  | V  | P  | N  | V  | P  | N  | N  | V  | V  | V  | N  | N  | V  |
| Posizione | 8 | 12 | 15 | 11 | 12 | 11 | 7 | 8 | 8 | 12 | 11 | 10 | 7  | 7  | 11 | 9  | 11 | 11 | 11 | 10 | 10 | 10 | 10 | 10 | 10 | 11 | 11 | 11 | 10 | 8  | 8  | 8  | 8  | 8  |

Fonte: http://calcio-seriea.net/allenatori_squadra/1990/1005/
Legenda:

Luogo: C = Casa; T = Trasferta. Risultato: V = Vittoria; N = Pareggio; P = Sconfitta.

### Statistiche dei giocatori
| Giocatore       | Serie A  | Serie A | Serie A     | Serie A    | Coppa Italia | Coppa Italia | Coppa Italia | Coppa Italia | Coppa dei Campioni | Coppa dei Campioni | Coppa dei Campioni | Coppa dei Campioni | Supercoppa Italiana | Supercoppa Italiana | Supercoppa Italiana | Supercoppa Italiana | Totale   | Totale | Totale      | Totale     |
| Giocatore       | Presenze | Reti    | Ammonizioni | Espulsioni | Presenze     | Reti         | Ammonizioni  | Espulsioni   | Presenze           | Reti               | Ammonizioni        | Espulsioni         | Presenze            | Reti                | Ammonizioni         | Espulsioni          | Presenze | Reti   | Ammonizioni | Espulsioni |
| --------------- | -------- | ------- | ----------- | ---------- | ------------ | ------------ | ------------ | ------------ | ------------------ | ------------------ | ------------------ | ------------------ | ------------------- | ------------------- | ------------------- | ------------------- | -------- | ------ | ----------- | ---------- |
| Alemao          | 21       | 1       | ?           | ?          | 6            | 0            | ?            | ?            | 4                  | 1                  | ?                  | ?                  | 1                   | 0                   | ?                   | ?                   | 32       | 2      | ?           | ?          |
| L. Altomare     | -        | -       | -           | -          | 1            | 0            | ?            | ?            | -                  | -                  | -                  | -                  | -                   | -                   | -                   | -                   | 1        | 0      | 0+          | 0+         |
| M. Baroni       | 21       | 0       | ?           | ?          | 6            | 0            | ?            | ?            | 4                  | 1                  | ?                  | ?                  | 1                   | 0                   | ?                   | ?                   | 32       | 1      | ?           | ?          |
| Careca          | 29       | 9       | ?           | ?          | 6            | 1            | ?            | ?            | 2                  | 0                  | ?                  | ?                  | 1                   | 2                   | ?                   | ?                   | 38       | 12     | ?           | ?          |
| G. Corradini    | 30       | 0       | ?           | ?          | 6            | 0            | ?            | ?            | 2                  | 0                  | ?                  | ?                  | 1                   | 0                   | ?                   | ?                   | 39       | 0      | ?           | ?          |
| M. Crippa       | 30       | 0       | ?           | ?          | 8            | 1            | ?            | ?            | 4                  | 0                  | ?                  | ?                  | 1                   | 1                   | ?                   | ?                   | 43       | 2      | ?           | ?          |
| F. De Napoli    | 27       | 1       | ?           | ?          | 6            | 0            | ?            | ?            | 4                  | 0                  | ?                  | ?                  | 1                   | 0                   | ?                   | ?                   | 38       | 1      | ?           | ?          |
| C. Ferrara      | 29       | 2       | ?           | ?          | 8            | 2            | ?            | ?            | 3                  | 0                  | ?                  | ?                  | 1                   | 0                   | ?                   | ?                   | 41       | 4      | ?           | ?          |
| G. Francesconi  | 1        | 0       | ?           | ?          | -            | -            | -            | -            | -                  | -                  | -                  | -                  | -                   | -                   | -                   | -                   | 1        | 0      | 0+          | 0+         |
| G. Francini     | 25       | 1       | ?           | ?          | 6            | 0            | ?            | ?            | 4                  | 0                  | ?                  | ?                  | 1                   | 0                   | ?                   | ?                   | 36       | 1      | ?           | ?          |
| G. Galli        | 33       | -33     | ?           | ?          | 6            | -4           | ?            | ?            | 4                  | 0                  | ?                  | ?                  | 1                   | -1                  | ?                   | ?                   | 44       | -38    | ?           | ?          |
| G. Incocciati   | 23       | 7       | ?           | ?          | 6            | 3            | ?            | ?            | 3                  | 1                  | ?                  | ?                  | -                   | -                   | -                   | -                   | 32       | 11     | 0+          | 0+         |
| D. Maradona     | 18       | 6       | ?           | ?          | 3            | 2            | ?            | ?            | 4                  | 2                  | ?                  | ?                  | 1                   | 0                   | ?                   | ?                   | 26       | 10     | ?           | ?          |
| M. Mauro (II)   | 14       | 0       | ?           | ?          | 6            | 1            | ?            | ?            | 3                  | 0                  | ?                  | ?                  | 1                   | 0                   | ?                   | ?                   | 24       | 1      | ?           | ?          |
| A. Renica       | 15       | 1       | ?           | ?          | 3            | 0            | ?            | ?            | -                  | -                  | -                  | -                  | -                   | -                   | -                   | -                   | 18       | 1      | 0+          | 0+         |
| I. Rizzardi     | 25       | 1       | ?           | ?          | 4            | 0            | ?            | ?            | 2                  | 0                  | ?                  | ?                  | 1                   | 0                   | ?                   | ?                   | 32       | 1      | ?           | ?          |
| A. Silenzi      | 19       | 2       | ?           | ?          | 5            | 1            | ?            | ?            | 3                  | 0                  | ?                  | ?                  | 1                   | 2                   | ?                   | ?                   | 28       | 5      | ?           | ?          |
| G. Taglialatela | 3        | -4      | ?           | ?          | 2            | -1           | ?            | ?            | -                  | -                  | -                  | -                  | -                   | -                   | -                   | -                   | 5        | -5     | 0+          | 0+         |
| A. Telari       | 1        | 0       | ?           | ?          | -            | -            | -            | -            | -                  | -                  | -                  | -                  | -                   | -                   | -                   | -                   | 1        | 0      | 0+          | 0+         |
| G. Venturin     | 31       | 0       | ?           | ?          | 7            | 0            | ?            | ?            | 3                  | 0                  | ?                  | ?                  | -                   | -                   | -                   | -                   | 41       | 0      | 0+          | 0+         |
| G. Zola         | 20       | 6       | ?           | ?          | 7            | 0            | ?            | ?            | 2                  | 0                  | ?                  | ?                  | -                   | -                   | -                   | -                   | 29       | 6      | 0+          | 0+         |